# Horácký hokejový klub Velké Meziříčí
Le Horácký hokejový klub Velké Meziříčí est un club de hockey sur glace de Velké Meziříčí en Tchéquie. Il évolue en 2. liga, troisième échelon tchèque.

## Historique
Le club est créé en 1906.

## Palmarès
- Aucun titre.